# Ззовні (Цілком таємно)
Ззовні (Without) — 2-й епізод восьмого сезону серіалу «Цілком таємно». Епізод належить до «міфології серіалу» та надає можливість краще з нею ознайомитися. Прем'єра в мережі «Фокс» відбулася 12 листопада 2000 року.
У США серія отримала рейтинг Нільсена, рівний 9.0, це означає, що в день виходу її подивилися 15.1 мільйона глядачів.

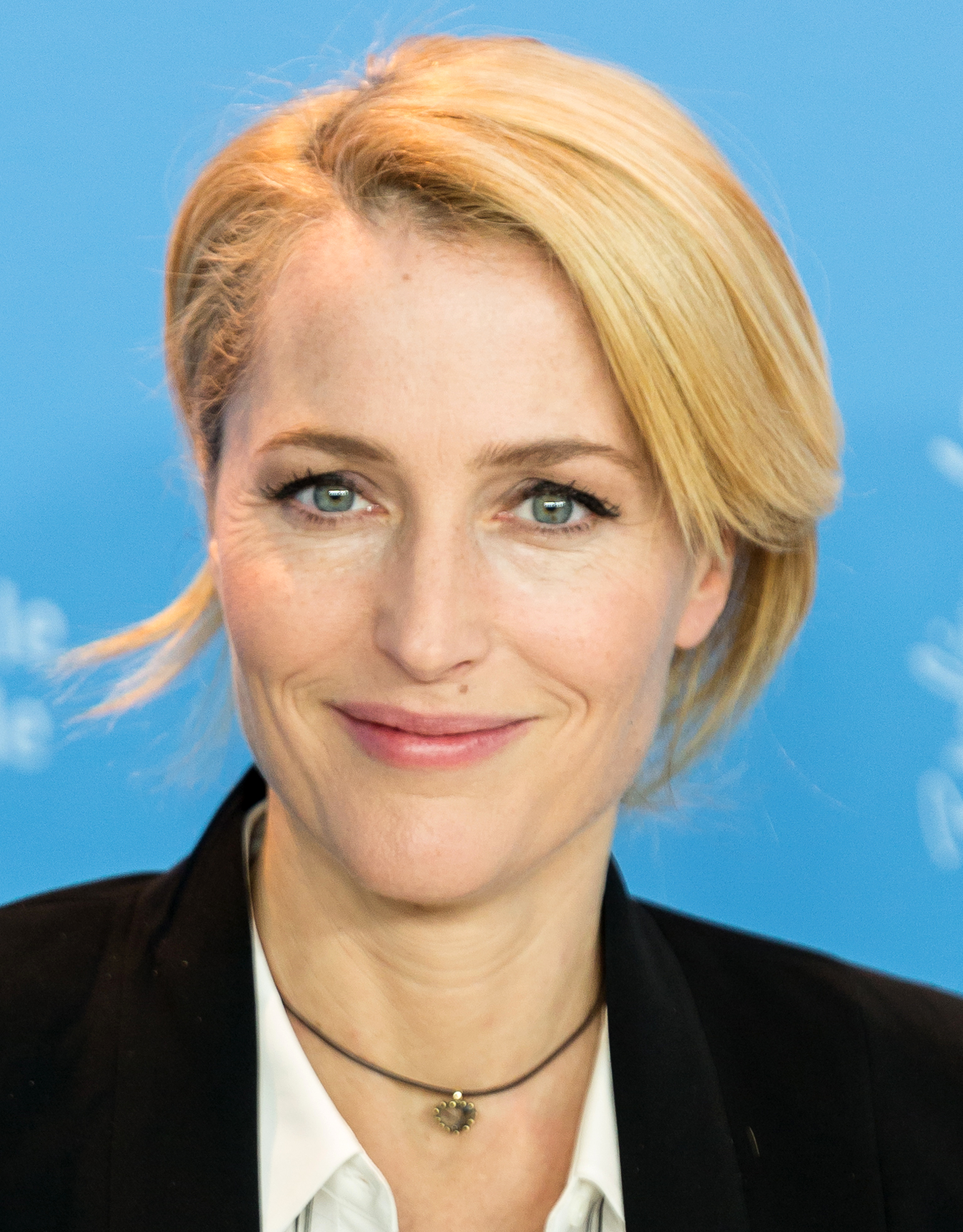

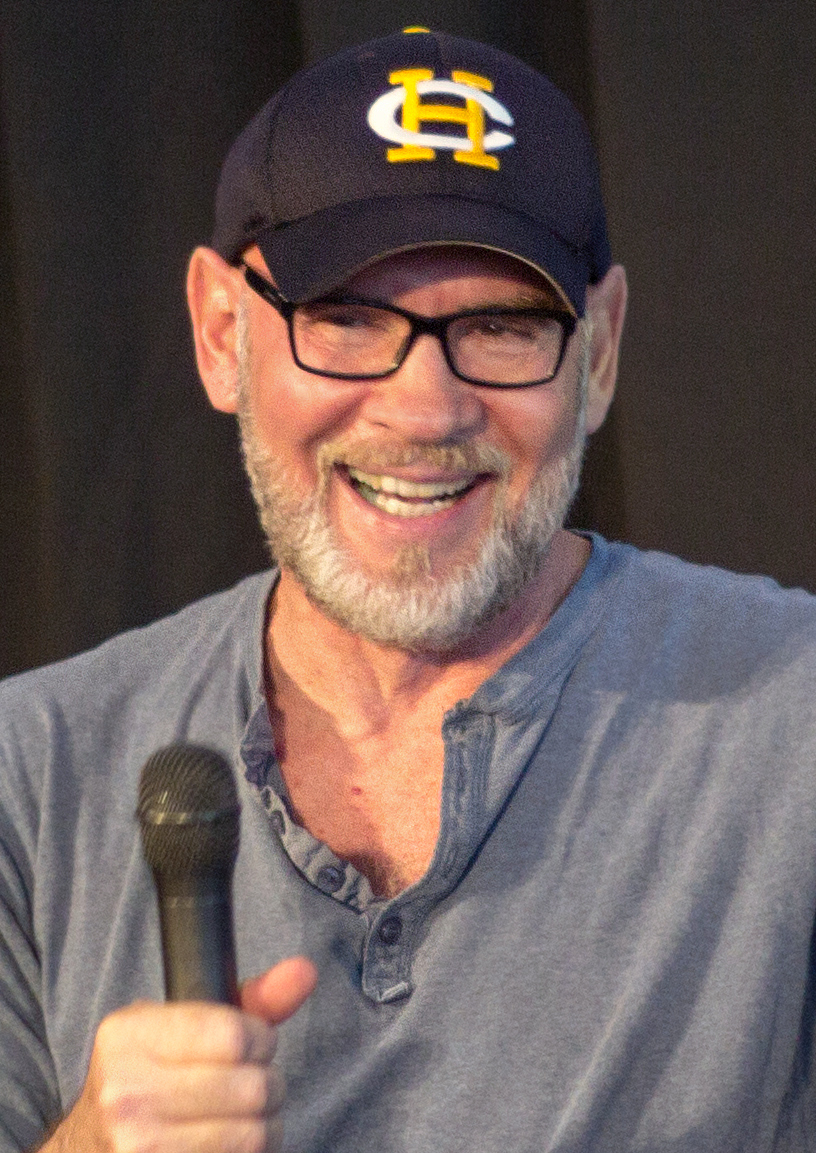

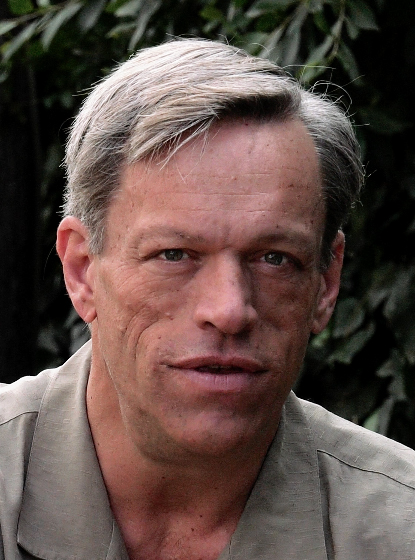

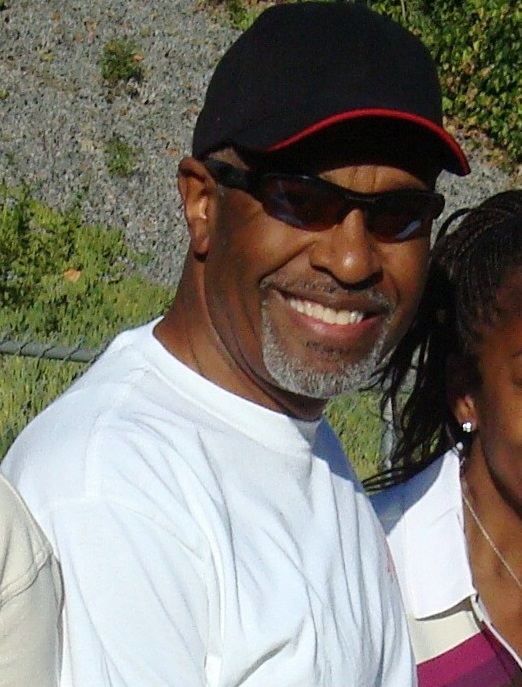

Доггетт, продовжуючи пошуки Малдера, намагається виявити іншопланетного мисливця серед своїх співробітників. Після того, як загін відкликають, його призначають у відділ «Цілком таємно».

## Зміст
Істина поза межами досяжного
Доггетт переслідує «Малдера» і Прайса і заганяє їх в кут на краю скелі. Доггетт переконує «Малдера» звільнити Прайса, який утікає один. Але «Малдер» навмисно відходить до урвища і падає та забивається. «Малдер» із зламаною рукою опритомнює. Коли агенти вирушають за тілом, то знаходять лише сліди ніг. Скаллі розуміє, що «Малдер» був Мисливцем за головами, якого послали для затримання Прайса.
Доггетт із співробітниками приїздить до школи в пощуках «Малдера». Мисливець за головами теж повертається до школи, щоб продовжити пошуки Прайса. Мисливець при розмові із Доггеттом приймає форму вчителя. Скіннер і Скаллі теж прибувають до школи — Волтер прикриває Дейну при виявленні стеження. Скаллі слідує за однокласницею Гібсона, глухою дівчиною на ім'я Тея, через пустелю до прихованої підземної кімнати. Прайс пошкодив ногу, дійшовши до схованки. Скаллі надає першу допомогу, але не може вивезти його без машини.
Після того, як Доггетт пояснює телефоном події на скелі Елвіну Кершу, Скіннер говорить йому, що Керш використовує його як пішака у великій грі. І що його поставили керувати операцією аби він зазнав провалу. Незабаром після цього, Мисливець за головами (тепер маскується під Скаллі) атакує агента Ландау. Потім «Скаллі» зникає — і усі агенти обливаються холодним потом — хто може стати наступною жертвою істоти-аватара? Тея розпізнає Мисливця та вибирається із приміщення.
Прайс в таємній кімнаті прокидається від видіння — прибульці експериментують над Малдером. Травмованого агента вивозить «швидка допомога». Скіннер і Дейна настільки не вірять власним очам, що мало не перестріляли одне одного. Дейна повідомляє — вони повинні дістатися до Прайса першими. Однак Гібсона у схроні немає — він сидить зовні серед каміння та відчуває присутність Малдера. Скіннер береться відвезти Прайса у лікарню — Дейна лишається в терені. В лікарні після надання допомоги Гібсон раптово дивиться на пусті стільці — ніби когось там бачить. Несподівано Скіннер бачить Тею — або когось із її обличчям.
Шукаючи Малдера в пустелі, Скаллі бачить на небі яскраве світло, яке, як виявляється, є вертольотом із Доггеттом всередині. Доггетт наполягає, щоб Скаллі поїхала з ним до лікарні; вона неохоче погоджується. Там ще два агенти ФБР запевняють, що із Прайсом нічого не сталося; однак вони незабаром виявляють, що хлопчик і Скіннер зникли.
Скаллі рушає на пошуки Прайса, поки Доггетт залишається в спробі зловити зловмисника. Він перевіряє простір стелі, Скаллі в іншій палаті виявляє Скіннера пораненим — він з хлопчиком пробиралися через люк на стелі. Доггетт виявляє Скіннер на горищі над палатою пораненим — отже Скаллі знаходиться із «Скіннером» — який стверджує, що захищає хлопчика. У склі вікна Дейна бачить як Прайс заперечно хитає головою — починається сутичка із Мисливцем за головами. Мисливець намагається її вбити та приголомшує кидком через кімнату. Але Скаллі першим стріляє і вбиває його. Доки приходить Доггетт, тіло Мисливця перетворюється в зелену субстанцію. У Скаллі стається нервовий зрив.
Після звітування перед Кершем, Доггетт призначається разом із Скаллі до X-файлів.
Тим часом Малдера продовжують утримувати в полоні, експериментувати та катувати, відразу шість Мисливців за головами.
Якщо вони знають наші таємниці — чому ми не можемо знати їхні?

## Зйомки
Після виконання Девідом Духовни своїх контрактних зобов'язань в сьомому сезоні серіалу, відчувалося, що з персонажем не все прояснено. Таким чином, викрадення Фокса Малдера було придумано Крісом Картером наприкінці сьомого сезону як спосіб дозволити акторові залишити серіал.
Кілька сцен цього епізоду відбуваються на космічному кораблі інопланетян, в якому Малдер ув'язнений. При розробці внутрішнього вигляду корабля художника-постановника Корі Каплана привабили «примітивні» матеріали. В одному інтерв'ю вона зазначила: «Зараз ми всі бачимо супертехнології (у космічних кораблях), але ідея низькотехнологічності була для мене набагато цікавішою, набагато візуальнішою.  Отже, ви берете елементи з каменю та сталі і ставите їх у цікаві форми». Її завданням допомогло використання фону з фільму «Чужий», який вона разом з режисером фотографування Біллом Ро «освітлила … дуже неяскраво і поставила за стілець», в якому Малдер утримувався. За словами Каплан, «крісло було саме цією обертовою платформою з цим величезним стоматологічним предметом, який також міг обертатися зовні і розтягувати обличчя (Малдера)». За словами керівника відділу гриму Чері Монтасанто-Медкалф, Метью Мангл допоміг у створенні машини інопланетян для тортур, зробивши протези на щоках, які були пробиті гачками. Ці «щоки» були застосовані до Духовни, про якого Монтасанто-Медкальф зазначив, що «він досить добре просидів усе це».
В епізоді використано кілька незвичних технік зйомок. Керівник візуальних ефектів Джон Вош згадував: «Ми розробили лазерний ефект, коли пристрій потрапляє в рот (Малдера), та деякі інші дивні ефекти з лінзами, які проходили над сценою, щоб надати йому чужорідну якість, схожу на світло». Під час однієї сцени надзвичайно малий дриль мав наблизитися до камери. Продюсери були змушені знайти спосіб зняти не лише малий пристрій, а й зробити всю послідовність напруженою. Продюсер Пол Рабвін зазначав: «Мені довелося встановити дуже, дуже збільшуючий об'єктив, щоб спробувати змусити цей маленький пристрій „наближатися“ прямо до нас. Це було дуже, дуже страшно. Ми зрештою помістили там справді добротні звукові ефекти, маленькі сервоприводи та мотори».
Послідовність в кінці епізоду, у якій з'являються кілька мисливців за головами, вимагала використання управління рухом — методу, при якому камера управління на комп'ютеризованому модулі неодноразово здійснює один і той самий рух, поки елементи постійно додаються. Джон Вош повідомляв, це був один з небагатьох випадків, коли при зйомках серіалу використовували контроль руху, що робило зйомку дещо важчою, ніж більшість інших сцен. Для досягнення ефекту камери спочатку зняли прохід через порожню кімнату та елементи освітлення. Потім виробнича група зняла 5 різних моментів, кожен із «Мисливцем за головами» в іншому місці. Скомпонувавши кадри, виробнича група змогла «клонувати» Мисливця за головами і він «оточив» Малдера.

## Показ і відгуки
Прем'єра «Ззовні» на американському телебаченні відбулася 12 листопада 2000 року — на телеканалі «Fox». Епізод отримав рейтинг Нільсена 9,0, що означає — його дивилися 9,0 % домогосподарств країни, це 15,1 мільйона глядачів. Згодом епізод був включений у «Міфологію X-файлів», том 3 — Колонізація (колекція DVD, що містить епізоди, пов'язані з планами чужого колоніста підкорити землю).
Критики надали епізоду порівняно позитивні відгуки. Роберт Ширман і Ларс Пірсон у книзі «Хочемо вірити: критичний путівник з Цілком таємно, Мілленіуму та Самотніх стрільців» оцінили епізод 5 зірками з п'яти. Вони високо оцінили сюжет, посилаючись на викрадення та пошук Малдера як складові частини «блискучої сюжетної лінії». Ширман і Пірсон зазначили, що фінальна сцена, в якій знявся Малдер у оточенні Мисливця за головами, була створена з «красою, емоціями та жахом, що внаслідок зіткнення робить Цілком таємно одним з найкращих серіалів на телебаченні».
Зак Гендлен з «The A.V. Club» писав: «як „Зсередини“, так і „Ззовні“ — чудовий спосіб підняти гостроту теми після закінчення попереднього сезону», і що «„кілька моментів… добре працює як вступ“ до нового наративного статусу-кво». Оглядач присудив обидвом частинам оцінку «B +», але зазначив, що «„Ззовні“ ледь не скотився до нагнітання напруженості», але «йому вдається обійтися химерами мисливця за головами». Джессіка Морган з «Телебачення без жалю» надала епізоду рідкісну оцінку «А +». Попередній епізод, також отримав оцінку «А +», що робить їх єдиними серіями «Цілком таємно», які отримали цей рейтинг від сайту.
Кен Такер з «Entertainment Weekly» позитивно оцінив і цей епізод, і прем'єрну серію сезону «Зсередини», присвоївши їм оцінку «А-». Джордж Авалос та Майкл Лідтке з «East Bay Times» високо оцінили епізод та зазначили, що динаміка Скаллі/Доггет та полювання на Фокса Малдера спрацювали як посилення серіалу. Том Янулевич з «Space.com» позитивно прокоментував перехід Скаллі із стану скептика до віруючої, написавши: «Незалежно від того, чи це інопланетяни, хробако́їди чи піца, яку доставляють вампіри, „Цілком таємно“ це все про явища, які не мають дотичності до раціональних пояснень. Це зайняло багато часу, але, як і Малдер до неї, Скаллі врешті-решт визнала, що на небі та землі є більше речей, ніж це про це можливо мріяти у її філософії».
Не всі відгуки були позитивними. Том Кессеніч у книзі «Експертизи» написав відносно негативний огляд епізоду. Він зазначав: «Все („Ззовні“) нагадувало мені, чому серіал — це порожниста оболонка того, що було колись — доки Фокс Малдер прив'язаний до столу інопланетян і чому „Доггетт та атракціон з поні“ мене абсолютно не цікавить взагалі». Пола Вітаріс з «Cinefantastique» надала епізоду більш змішаний огляд і присудила йому 2 зірки з чотирьох. Вітаріс розкритикувала як Скаллі, що стала віруючою, так і «небо, яке виявилося вертольотним трюком», яке, за її словами, «вже занадто постаріло».

## Знімалися
| Актор                  | Роль                  |
| ---------------------- | --------------------- |
| Девід Духовни          | Фокс Малдер           |
| Джилліан Андерсон      | Дейна Скаллі          |
| Мітч Піледжі           | Волтер Скіннер        |
| Роберт Патрік          | Джон Доггетт          |
| Джеймс Пікенс-молодший | Елвін Керш            |
| Браян Томпсон          | Мисливець за головами |
| Кірк Б. Р. Воллер      | Джин Крейн            |
| Крістін Фіркінс        | Теа Шпрехер           |
| Джефф Гулка            | Гібсон Прайс          |
| Джо-Внн Дін            | секретарка            |
| Марк Гомес             | Денні Мослі           |
| Сел Ленді              | Ландау                |
| Арлін Маліновскі       | учителька             |
| Джонатан Палмер        | Довіритель            |